# Leonel Pilipauskas
Leonel Eduardo Pilipauskas Rodríguez (ur. 18 maja 1975 w Montevideo) – urugwajski piłkarz występujący na pozycji pomocnika.

## Kariera klubowa
Pilipauskas karierę rozpoczynał w sezonie 1994 w Bella Viście. W tym samym sezonie spadł z tym zespołem z Primera División do Segunda División. W sezonie 1997 wywalczył z nim jednak awans do Primera División. W 1999 roku przeszedł do hiszpańskiego Atlético Madryt. W tamtejszej Primera División zadebiutował 22 sierpnia 1999 w przegranym 0:2 meczu z Rayo Vallecano. W sezonie 1999/2000 w barwach Atlético rozegrał 4 spotkania, a w lidze zajął z nim 19. miejsce i spadł do Segunda División. Wówczas odszedł z klubu.
Następnie Pilipauskas wrócił do Urugwaju, gdzie został graczem CA Peñarol. W 2003 roku zdobył z nim mistrzostwo Urugwaju. Sezon 2004 spędził już w zespole Fénix, a w 2005 roku przeszedł do argentyńskiego Instituto. W 2006 roku spadł z Primera División do Primera B Nacional. W 2008 roku przeniósł się do innego drugoligowca, Platense.
W 2010 roku wrócił do urugwajskiego klubu Fénix. Grał też w Bella Viście i Deportivo Maldonado, a w 2014 roku przeszedł do ekipy Boston River. W 2016 roku zakończył tam karierę.

## Kariera reprezentacyjna
W reprezentacji Urugwaju Pilipauskas zadebiutował w 1999 roku. W tym samym roku został powołany do kadry na Copa América. Na tym turnieju, zakończonym przez Urugwaj na 2. miejscu, zagrał w meczach z Kolumbią (0:1) i Ekwadorem (2:1).
W drużynie narodowej Pilipauskas rozegrał 4 spotkania, wszystkie w 1999 roku.